# اسکای‌تیم

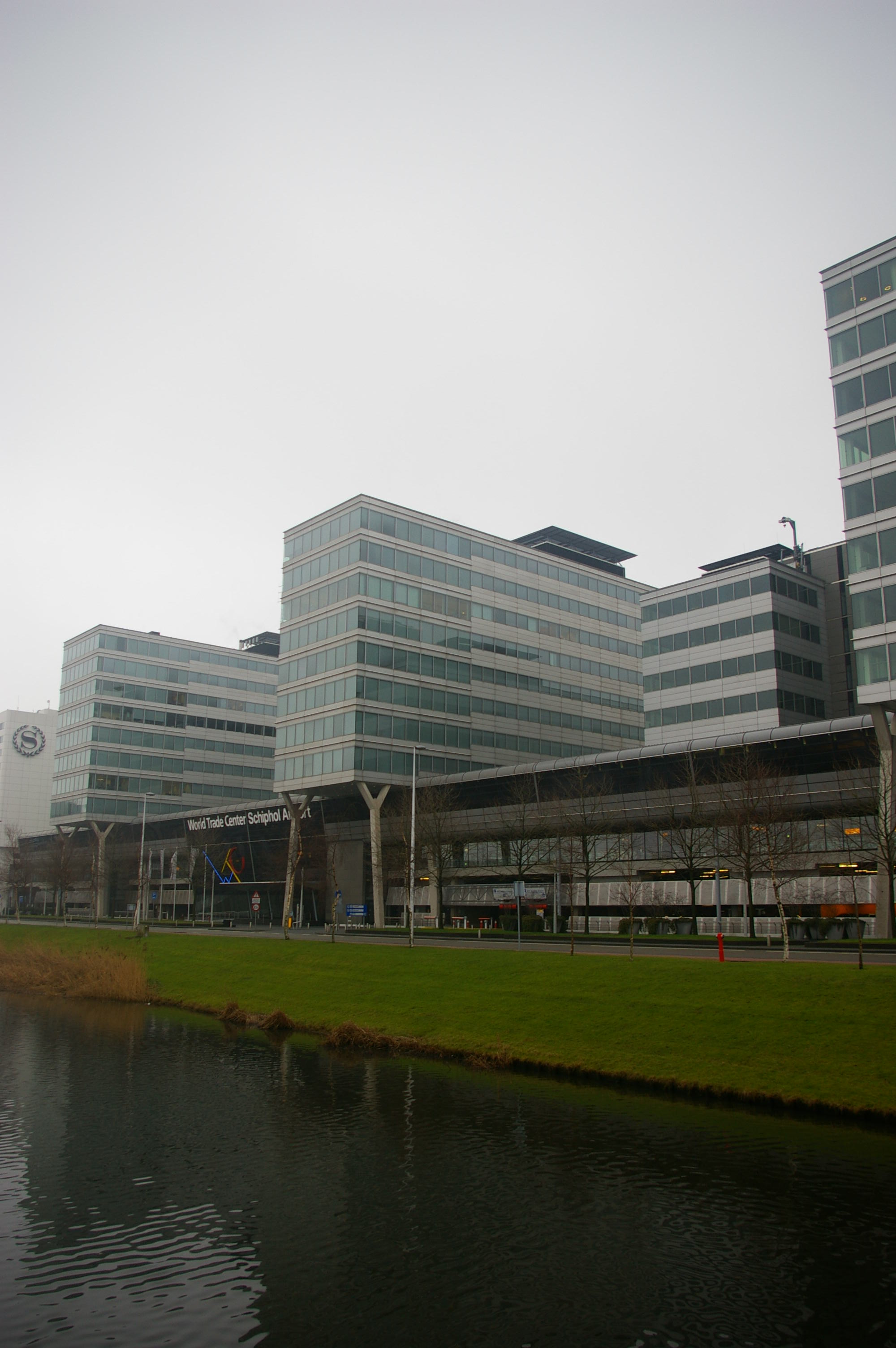
ساختمان مرکزی اسکای‌تیم، در کنار دفتر فروش شرکت ایران ایر، در هارلمرمیر، هلند

اسکای‌تیم (به انگلیسی: SkyTeam) اتحاد شرکت‌های هواپیمایی چندملیتی می‌باشد، که دفتر مرکزی آن، در فرودگاه اسخیپول آمستردام، در شهر هارلمرمیر، هلند قرار دارد.
سازمان اسکای‌تیم در سال ۲۰۰۰ با مشارکت شرکت‌های ایر فرانس، دلتا ایرلاینز، هواپیمایی کره و ارومکزیکو تأسیس شد و هم‌اکنون در کنار وان‌ورلد و استار الاینس به‌عنوان سه اتحاد اصلی شرکت‌های هواپیمایی شناخته می‌شود.
اسکای‌تیم در سال ۲۰۰۴ با پیوستن هم‌زمان سه شرکت کنتیننتال ایرلاینز، کی‌ال‌ام و نورت‌وست ایرلاینز توسعه یافت و امروزه تعداد زیرمجموعه‌های آن به ۲۰ شرکت افزایش پیدا کرده، که برای نمونه می‌توان به: آئروفلوت، ایر اروپا، چک ایرلاینز، تاروم، هواپیمایی سعودی، آلایتالیا و ام‌ای‌آ اشاره نمود.
هم‌اکنون اتحاد اسکای تیم در مجموع با بیش از ۴٫۴۰۰ فروند هواپیمای مسافربری، ۱٫۰۶۴ فرودگاه، در ۱۷۸ کشور را تحت مدیریت خود دارد و سالانه بالغ بر ۵۸۸ میلیون مسافر را جابجا می‌نماید و شمار کارکنان شرکت‌های زیرمجموعه آن بیش از ۴۵۹٫۷۸۱ نفر اعلام شده‌است و روزانه بالغ بر ۱۵٫۷۰۰ پرواز به بیش از ۱٫۰۰۰ مقصد در سراسر جهان را مدیریت می‌نماید.